# Подвижни образи
„Подвижни образи“ (на английски: Moving Pictures) е десетият по ред роман от поредицата на Тери Пратчет Светът на диска. Книгата е в жанр хумористично фентъзи и е издадена през 1990 г. Това е един от романите, в които главните герои не участват като такива в друга книга от поредицата.
Алхимистите на света на диска са изобретили подвижни образи. Света гора (Игра на думи: holy – свят, свещен и wood – гора или Holy wood, което ни навежда на Hollywood), центърът на новата индустрия предлага надежда за всеки, като по този начин събира хора от различни места. Сред тях са и Виктор Тугелбенд, напълно обикновен младеж от Анкх-Морпорк и Тида Уидъл, момиче, което идва от градче „…за което сигурно не си и чувал.“, се превръщат в звезди във филмовата индустрия. Една от най-важните личности в развитието филмопроизводството е бизнесменът Диблър Сам Си Прерязвам Гърлото, който с малко усилия се превръща в един от най-големите продуценти. Междувременно постепенно става ясно, че продуцирането на филми оказва вредно въздействие върху структурата на реалността.